# Rita Maasdamme
Rita Yvonne Maasdamme (San Nicolas, 13 juli 1944 – Tampa, 23 juli 2016) was een Nederlandse kunstenaar, poppenmaker en folklorist van Arubaans-Surinaams afkomst. Haar werk, bekend als de Maasdamme-collectie, bestaat uit handgemaakte stoffen poppen en decors, die de koloniale geschiedenis en het dagelijkse leven in Suriname, Curaçao en Aruba uitbeelden.

## Biografie
Rita Maasdamme werd op Aruba geboren als oudste dochter van William Maasdamme en Leonie de Vries, beide afkomstig uit Suriname. Haar vader was werkzaam bij de Lago-raffinaderij in San Nicolas. Onder begeleiding van haar moeder begon zij reeds op negenjarige leeftijd met het maken van stoffen poppen met bijbehorende klederdracht. Daarna liet zij zich de kunst van hoeden- en mandenvlechten bijbrengen en volgde later een cursus Surinaamse hoofddoekbinden. Al heel vroeg interesseerde zij zich voor zowel klassieke als folkloristische muziek en de bijbehorende kleding, vaak tot in de kleinste details.

Na het behalen van haar Mulo-diploma in 1963 vertrok Maasdamme naar Nederland om aan de Amsterdamse modeschool onder meer coupe en couture te studeren. Acht maanden later won ze met haar ontwerpen de eerste prijs in de categorie uitgaanskleding op een tiener-modeshow in het RAI-gebouw. In 1966 maakte Maasdamme de modevakschool af en ging vervolgens naar de lerarenopleiding. Zij behaalde verschillende L.O.-aktes en was vanaf 1965 werkzaam in het onderwijs als lerares beeldende kunstvorming, onder andere aan de Westerdijkschool in Amsterdam. Vanwege jarenlange blootstelling aan spaanplaatgas, die gebruikt werd in lokalen, werd zij in 1989 arbeidsongeschikt verklaard.

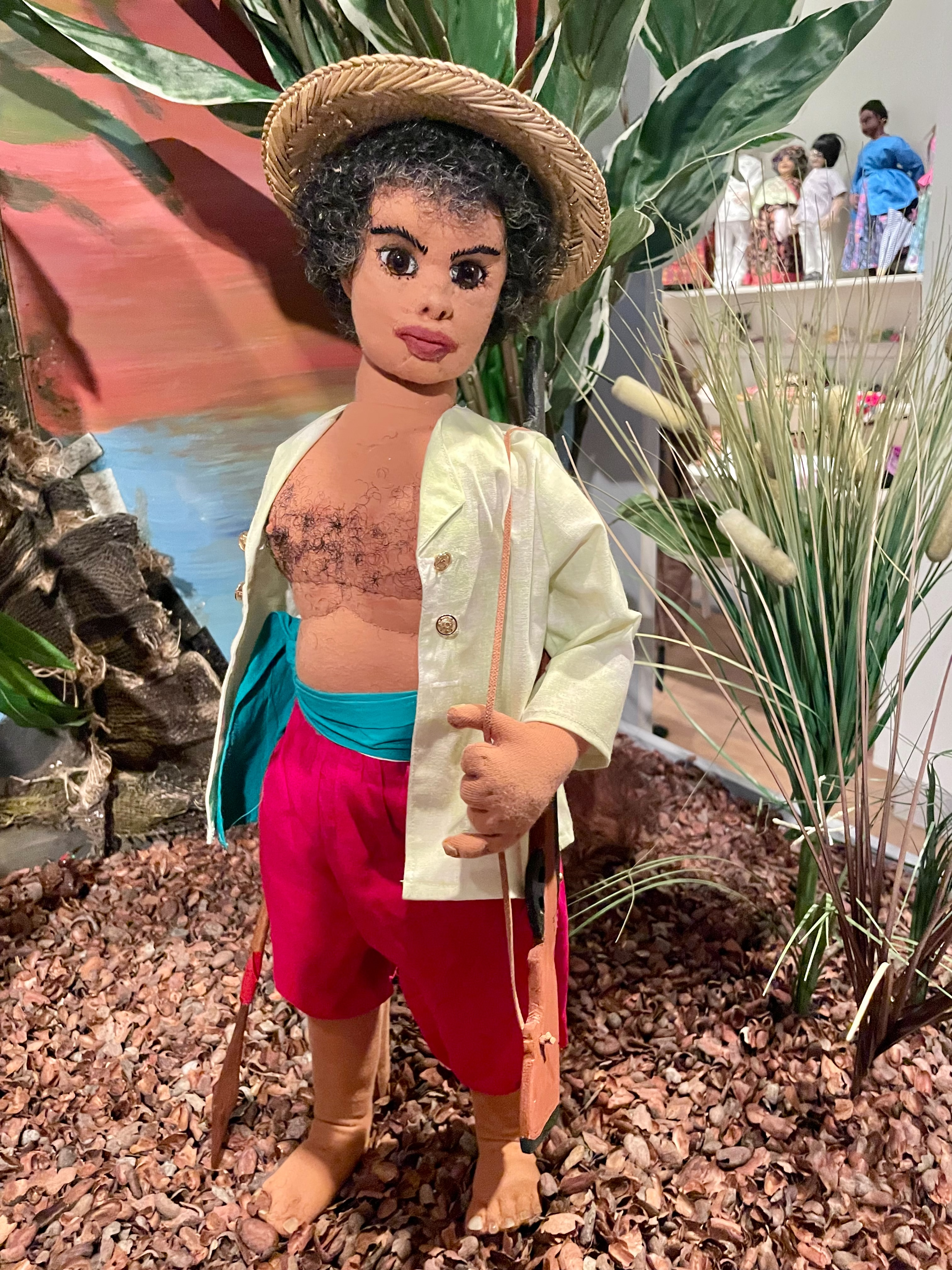
Een "creatuur"

Maasdamme ontpopte zich als activitische kunstenaar en educator in een tijd dat het koloniale en slavernijverleden als thematiek nog zwaar onderbelicht was. Vanaf 1983 begon zij zich te verdiepen in de Antilliaanse, Arubaanse en Surinaamse geschiedenis, cultuur en folklore. Geïnspireerd door dit onderzoek hervatte zij het ontwerpen en maken van klederdracht en bijbehorende attributen. Door haar kennis van materialen, stoffen en gebruiken ontwikkelde zij zich tot maker van levensechte poppen in authentiek klederdracht, die zij "creaturen" noemde. Maasdamme maakte haar poppen van stof en andere (afval)materialen, alles geheel met de hand. Poppentricot werd gebruikt in plaats van panty's en de poppen werden gemodelleerd met vulling van speelgoedberen. Voor de beweegbaarheid van de poppen voorzag ze deze van draaischijven. In 1991 won zij in het Congresbureau in Den Haag een zilveren beurs voor amateur poppenmakers. Haar hobby groeide uit tot een collectie van circa 250 poppen. Deze plaatste ze vervolgens in driedimensionele taferelen uit de Nederlandse koloniale geschiedenis, hierbij steeds uitgaande van een perspectief van de totslaafgemaakte mensen, marrons of inheemse bevolking uit Suriname, Aruba en Curaçao.

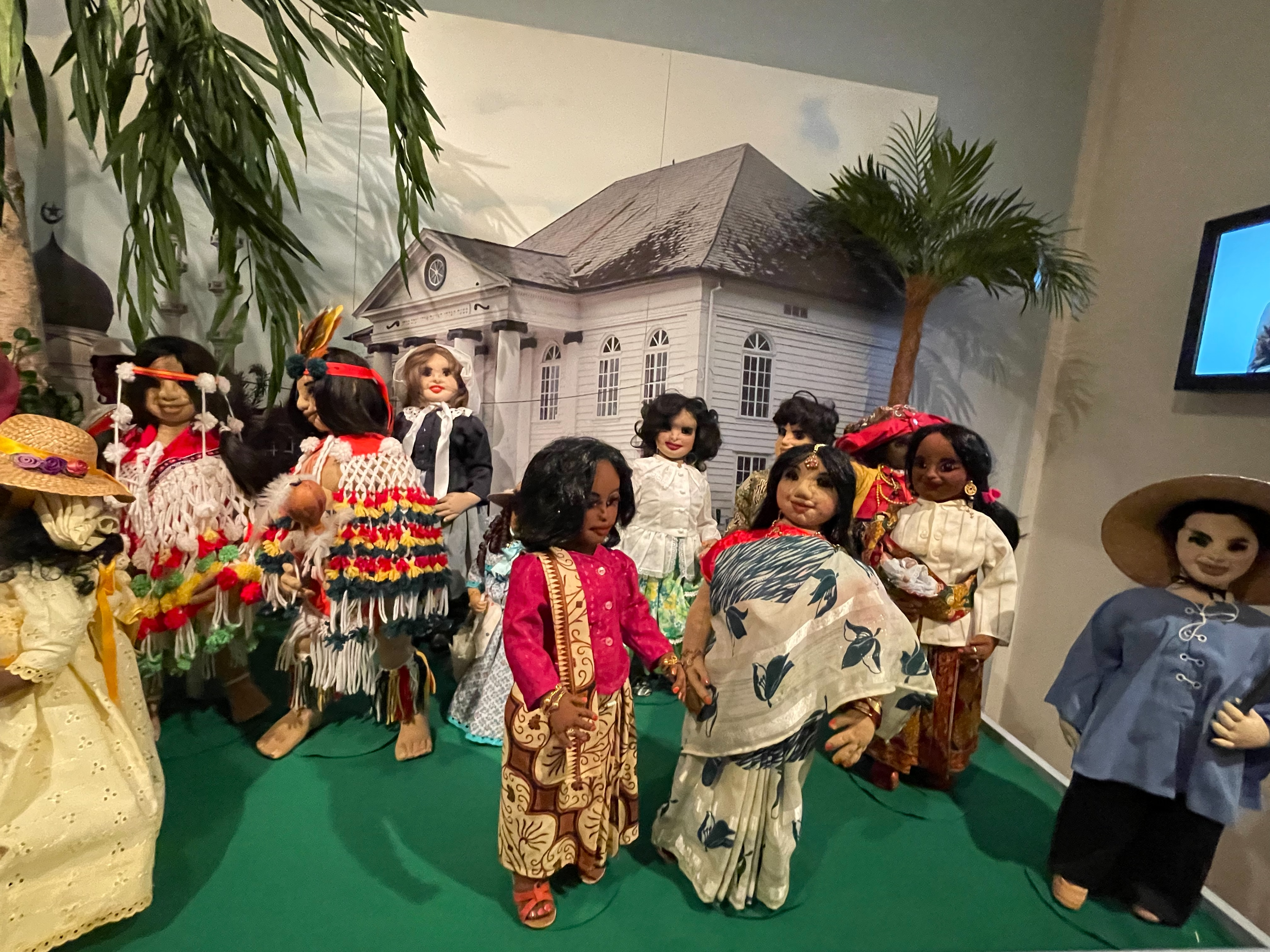
Samensmelting bevolkingsgroepen in Suriname

 Het vervaardigen van diorama's vond plaats in haar woning in Amsterdam-West en was een vervolg op het werk van Gerrit Schouten. Voor het timmerwerk maakte ze gebruik van de hulp van studenten van het ROC Amsterdam en gevangenen uit de Bijlmerbajes. Maasdamme bleef tot haar overlijden in 2016 actief als kunstenaar. Zij liet achter 75 strekkende meter aan diorama's alsmede kleding, waaronder een collectie koto’s, saya’s en angisa’s. Vanuit het besef van de educatieve waarde van haar werk pleitte ze in haar laatste levensjaren voor een vaste museale lokatie voor het tentoonstellen hiervan.

## Exposities
Vanaf 1991 is het werk van Maasdamme in Nederland en Aruba geëxposeerd. In 2008 was in het Haags Historisch Museum de expositie "Ondrofeni Tori / Poppenverhalen uit het Slavernijverleden", die in elf diorama's de sleutelmomenten uit de slavernijgeschiedenis van Suriname en de Nederlandse Antillen verbeeldde.

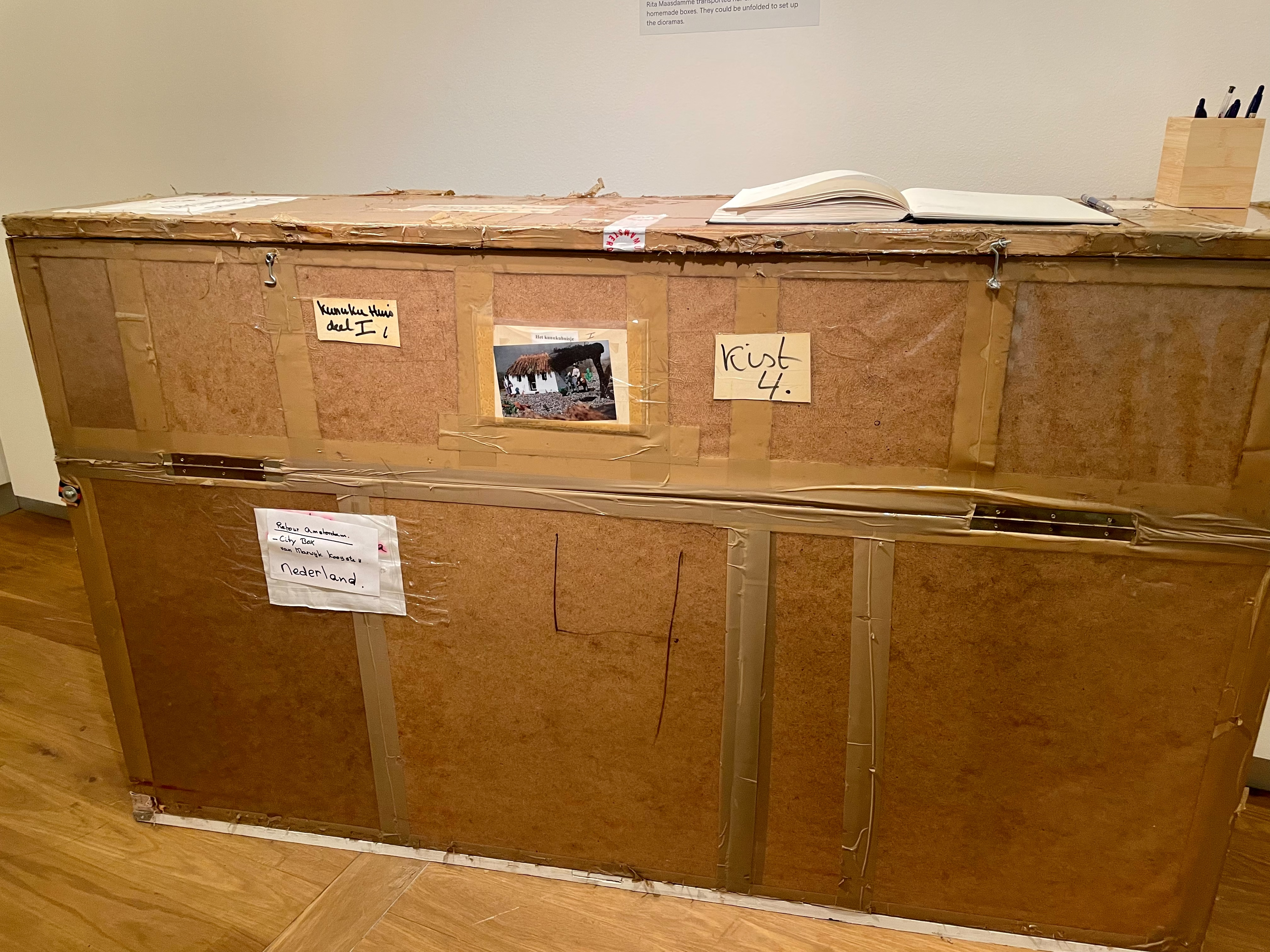
Kist voor vervoer van diorama's

  In 2012 volgde de expositie  “Un mirada riba ayera y un bista pa mañan / Een kijk op gisteren en een visie voor morgen” in Fort Zoutman Historisch Museum in Aruba. Rond thema's als folklore, wonen, aloeteelt en het religieus leven maakte zij met poppen en decor de historische figuren en gebeurtenissen in het verleden en het heden in Aruba zichtbaar.
In 2022 opende het Amsterdam Museum de tentoonstelling "De Maasdamme Collectie: Scènes uit het koloniaal verleden" met ruim 130 creaturen in 17 historische scènes.

## Galerij

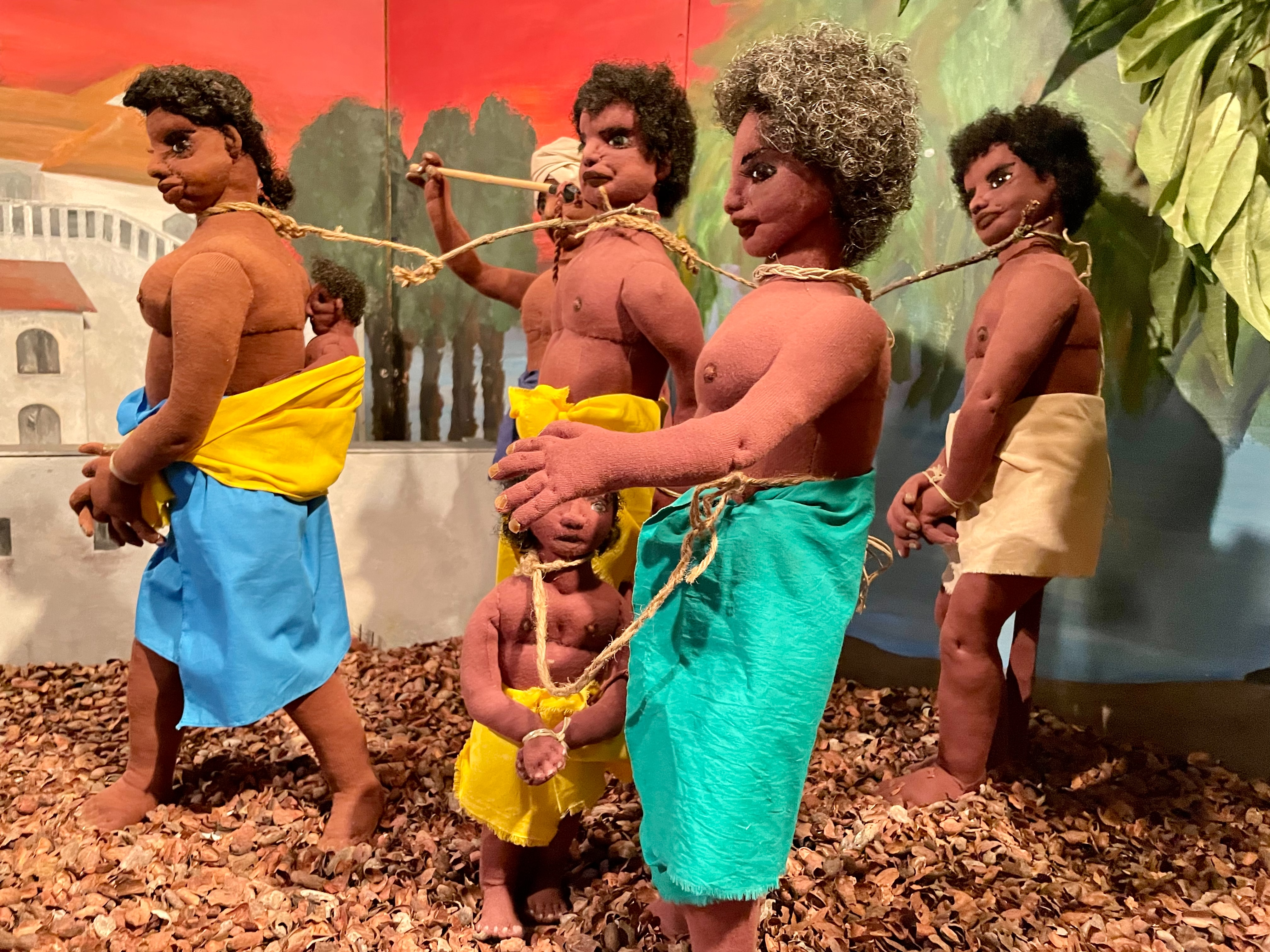
Slavenhandel
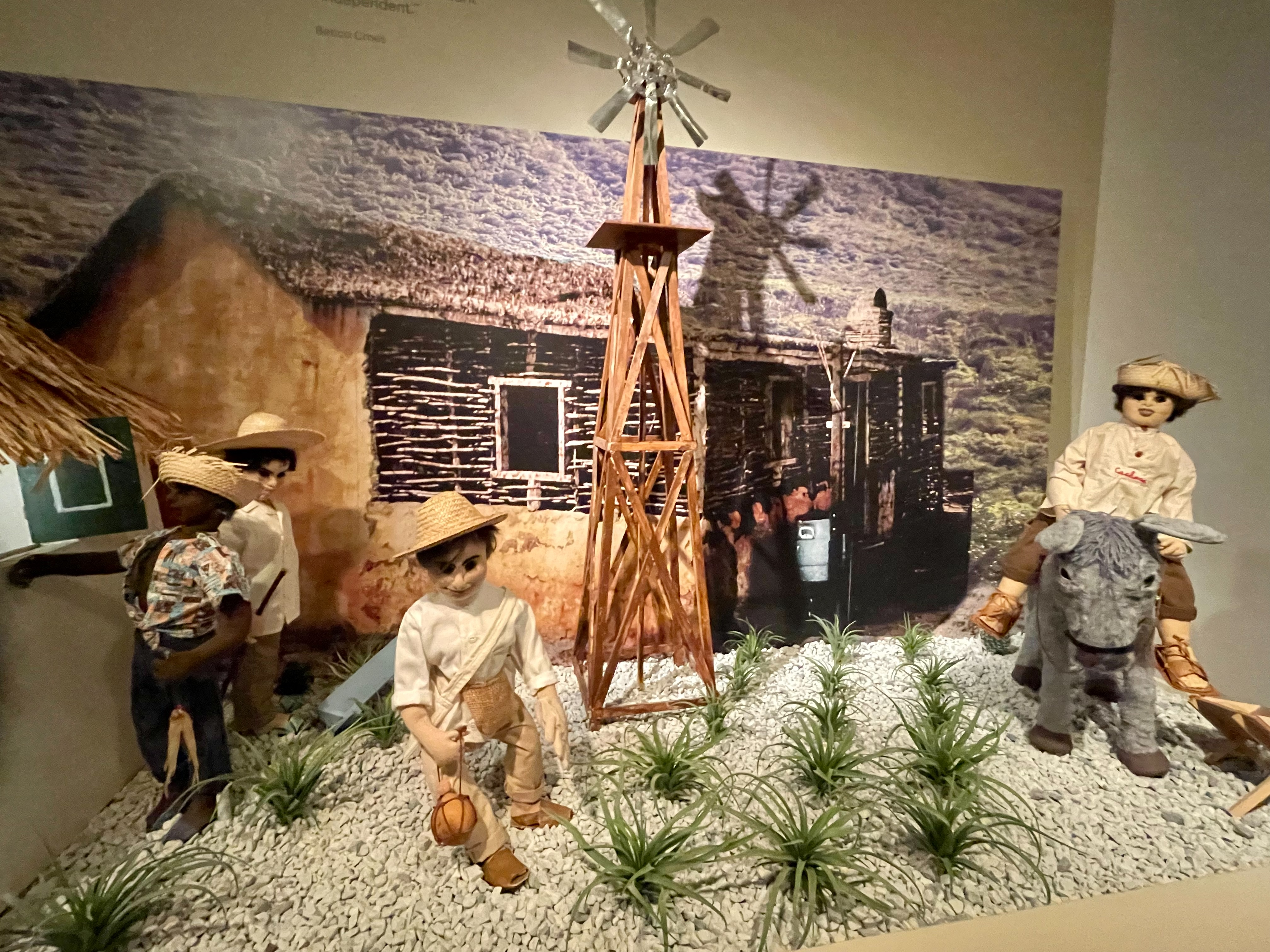
Aloeplantage
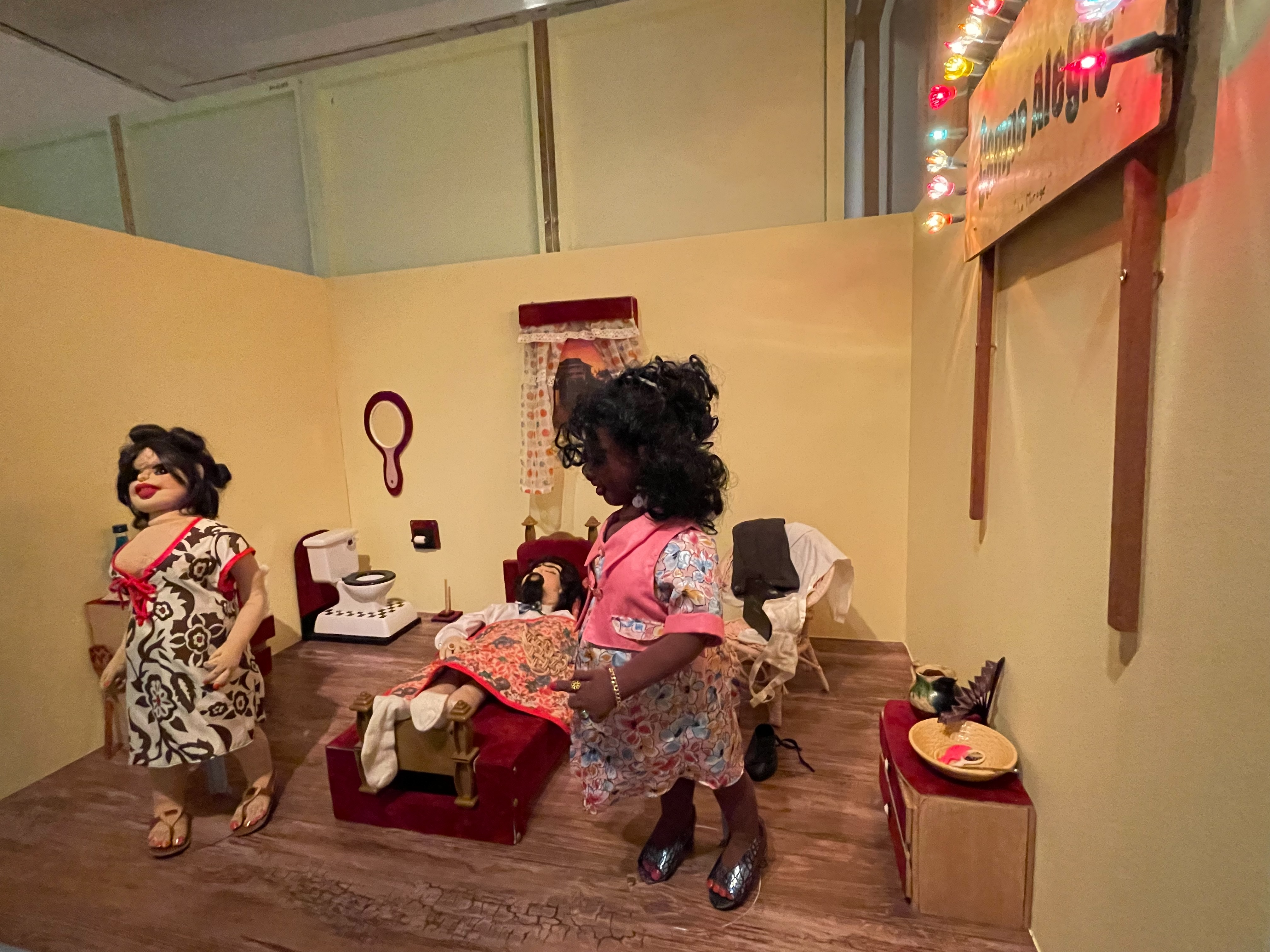
Scène uit het bordeel Campo Alegre in Curaçao
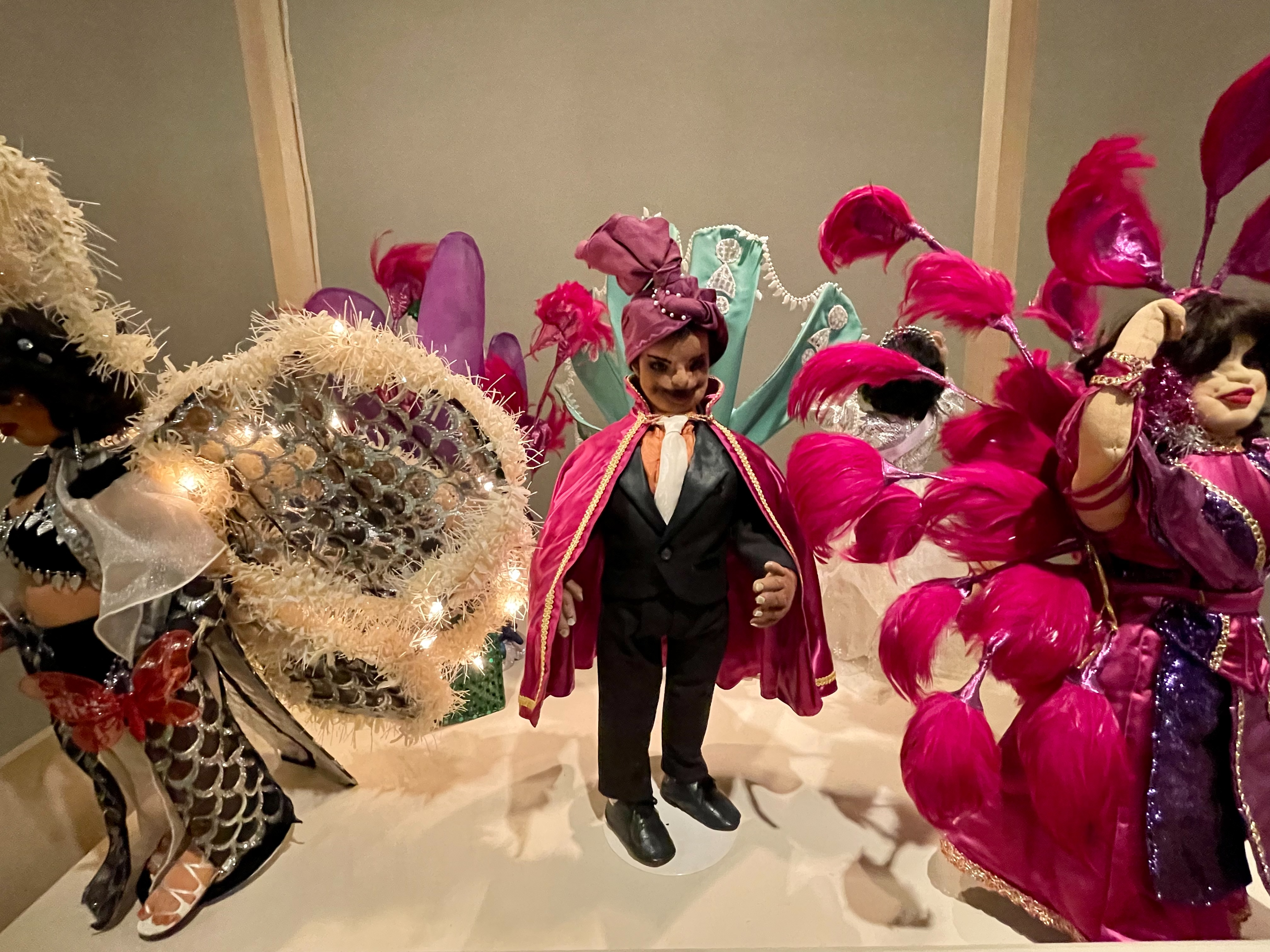
Carnaval